# Kamarinskaïa

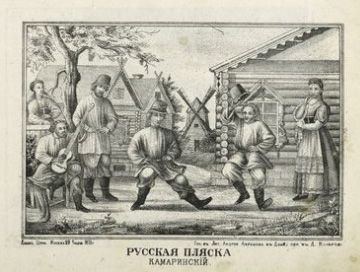
Gravure (entre 1860 et 1880)

Kamarinskaïa est un air traditionnel russe (danse et chanson).
En 1848 Mikhaïl Glinka composa son Kamarinskaïa, basée sur cette chanson folklorique et devenue célèbre.

## Dans la culture
Sauf indication contraire, les informations mentionnées dans cette section peuvent être confirmées par le générique de fin de l'œuvre audiovisuelle présentée ici, ainsi que par la base de données cinématographiques IMDb,  présente dans la section « Liens externes ».
- La scène du mariage en Russie du film Les Poupées russes, réalisé par Cédric Klapisch en 2005, est rythmée par cet air.
- Kamarinskaïa illustre la première partie du générique de fin du film The Grand Budapest Hotel réalisé en 2014 par Wes Anderson.
- Kamarinskaïa fait partie du répertoire traditionnel des Chœurs de l'armée rouge, où elle est interprétée par un quatuor de balalaïkas.